# Linia kolejowa nr 615
Linia kolejowa nr 615 – drugorzędna, jednotorowa, zelektryfikowana linia kolejowa łącząca stację Przemyśl Główny ze stacją Przemyśl Bakończyce.
Linia umożliwia przejazd pociągów z kierunku Medyki w stronę Przemyśla Bakończyc bez konieczności zmiany czoła pociągu na stacji Przemyśl Główny.